# Studio 57
Studio 57 est une série télévisée dramatique américaine en cent trente-huit épisodes de 30 minutes, diffusés entre le 21 septembre 1954 et le 9 septembre 1958 en syndication.

## Fiche technique
Sauf indication contraire, les informations mentionnées dans cette section peuvent être confirmées par la base de données cinématographiques IMDb,  présente dans la section « Liens externes ».
- Titre original : Studio 57
- Réalisation : Herschel Daugherty, Richard Irving, John English, Don Weis, Jules Bricken, Justus Addiss, John Brahm et James Sheldon
- Scénario : Charlotte Armstrong, Jamison Brewer, Oscar Brodney, Richard Collins, David Dortort, Fenton Earnshaw, James Gunn, David P. Harmon, Lawrence Kimble et Oscar Millard
- Photographie : John MacBurnie, Herbert Kirkpatrick, Joe Novak, William A. Sickner, Mack Stengler, Clark Ramsey et John L. Russell
- Musique : Herschel Burke Gilbert, Irving Gertz, Stanley Wilson, Paul Dunlap, Raoul Kraushaar, William Lava et Elmer Bernstein
- Casting :
- Montage : Bill Mosher, Edward Haire, Michael R. McAdam, Ben Smith, Richard Belding, David A. Nathan, Edward A. Biery et Edward W. Williams
- Décors : James Redd, Budd Friend et Glen Daniels
- Costumes : Vincent Dee
- Production : Richard Lewis, Henry Berman, William Asher, William P. Rousseau, Stephen Ames, Gordon Hughes, Richard Irving, Richard Lewine, Brewster Morgan, Eugene Solow et William H. Thomas
- Sociétés de production : DuMont Television Network et Revue Productions
- Société de distribution : DuMont Television Network
- Chaîne d'origine : syndication
- Pays d'origine :  États-Unis
- Langue originale : anglais
- Genre : Drame
- Durée : 30 minutes

## Distribution

### Acteurs principaux
- Joel Aldrich Matteson : le présentateur
- Tim Graham : Doc
- Jean Byron : Betty Madden
- Marguerite Chapman : Ann Scotland
- Robert Armstrong : Dowd
- Claude Akins : Al
- Mike Ragan : Lieutenant Williams
- Paul Bryar : Officier Johnson
- Lawrence Dobkin : Hamid
- Francis De Sales : MacReady

### Récurrents et invités
- Olan Soule : Bank Teller
- John Harmon : Emmett Dolan
- Edith Evanson
- Carolyn Jones : Carol Marshall
- Brian Keith : Dan
- John Bryant : Jim Clayton
- Virginia Christine : Jenny Pickett
- Craig Stevens : Jeff Stanton
- Peter Lorre : Heitzer
- Ron Taylor : Dr Don Dolby
- Betty Lou Gerson : Lena Minsky
- Nancy Gates : Eleanor Crane
- Roy Roberts : Jonathan Winters
- Harlan Warde : Fred
- Nestor Paiva : Monte
- Hugh Sanders
- Dorothy Green : Desiree Blanc
- Philip Ober : Capitaine Burton
- Walter Reed : Ben Craine
- Edward Platt
- James Craig : Shérif Jim Harris
- Mike Connors : Hap Gordon
- Diane Brewster : Diane
- Bethel Leslie : Jen Bradley
- Joseph Kearns : Charlie
- John Howard : Colonel John Edmunds
- George Sanders : Dr Grissom
- Lex Barker : Brad
- Lurene Tuttle : Mme Carlson
- Karen Sharpe : Angela Adams
- Leon Askin : Igor Rykoff
- James Millican : Hack
- Steven Geray : le boucher
- Wallace Ford : Boats
- Tol Avery : le Hollandais
- Raymond Bailey : Maître Wharton
- Max Showalter : Ward Cleaver
- Harry Harvey : Juge Grayson
- Claire Carleton : Betty Carter Carlson
- Carleton Young : Alton Adams
- Fay Roope : Amos Harlock
- Arthur Space : Finley
- Jim Hayward : Henry Willows
- Vivi Janiss : Myra